# Utah State Route 276
Die Utah State Route 276 ist ein Highway im Südosten Utahs in den Countys San Juan, Garfield und Kane. Der Highway fängt an der Utah State Route 95, nahe Blanding an und endet südlich von Hanksville wieder an der Utah State Route 95. In der Glen Canyon National Recreation Area führt die Charles Hall Ferry und die John Atlantic Burr Ferry über den Stausee Lake Powell. Der Highway ist insgesamt 145 Kilometer lang.